# Smíšený statek
Smíšený statek je veřejný statek, jehož spotřebitelé se však navzájem ovlivňují a o statek musí soutěžit. Jeho spotřeba je co do množství a kvantity dělitelná mezi jednotlivými spotřebiteli, avšak kvalita dělitelná není. Kvalita ze spotřeby je tedy stejná pro každého spotřebitele smíšeného veřejného statku. Pro smíšený veřejný statek je důležitá vazba mezi oběma determinantami jeho spotřeby – kvantitou a kvalitou. Většinou jde o vztah nepřímé úměry, který se projevuje tzv. efektem přetížení. Podstatou tohoto jevu je pokles kvality spotřeby smíšeného veřejného statku při překročení určité úrovně kvantity spotřeby.
|             | Vylučitelné                                       | Nevylučitelné                                         |
| ----------- | ------------------------------------------------- | ----------------------------------------------------- |
| Rivalitní   | Soukromé statky potraviny, oblečení, auta         | Smíšené statky ryby v moři, uhlí, plná silnice        |
| Nerivalitní | Klubové statky golfová hřiště, kina, satelitní TV | Veřejné statky vzduch, bezpečnost, pouliční osvětlení |